# Rebelstar: Tactical Command
Rebelstar: Tactical Command es un videojuego de rol táctico por turnos desarrollado por Codo Technologies y publicado por Namco y Atari Europe para Game Boy Advance en 2005. Es el cuarto juego de la serie Rebelstar . El juego fue creado por Julian Gollop, quien previamente diseñó X-COM: UFO Defense, Laser Squad y la saga Rebelstar.
A diferencia del videojuego X-COM: UFO Defense, no hay construcción de base, gestión de recursos o investigación. Durante el combate, el jugador controla un escuadrón de unidades de un solo personaje y debe lograr varios objetivos. Las unidades tienen un cierto número de puntos de acción, que se renuevan al comienzo de cada turno. Cada acción, desde girar hasta caminar y disparar, consume puntos de acción. Por lo tanto, solo se les permite realizar un cierto número de acciones por turno.
El jugador también puede recoger y usar armas de enemigos y aliados muertos. Como la munición es limitada, a veces es necesario saquear un cadáver para seguir luchando. Dado que las unidades se especializan en diferentes áreas, es importante adoptar una estrategia que aproveche al máximo la fuerza de cada una de las muchas armas utilizadas. También es posible que un personaje actúe como médico, usando un botiquín para curar a sus camaradas.
Cada vez que una unidad daña a un enemigo, cura a un aliado o usa psiónica, gana puntos de experiencia. Una vez que tienen suficiente, ganan un nivel que eleva sus atributos como fuerza, constitución e inteligencia al azar. También obtienen un punto de habilidad que el jugador puede asignar a una habilidad de su elección, como armas pesadas, combate cuerpo a cuerpo, medicina o sigilo. Así, a medida que avanza el juego, cada unidad se vuelve más fuerte y puede especializarse en un tipo de arma o habilidad por encima de todas las demás.

## Trama
En el año 2117, una raza de extraterrestres conocida como los arelianos ha esclavizado a la población humana de la Tierra utilizando a sus secuaces, los salvajes Zorn. Insertan implantes en los cerebros de los bebés al nacer, para poder rastrearlos. Tan pronto como alguien cumple 30 años, los extraterrestres se llevan a la persona y no se sabe nada sobre su destino posterior.
El personaje principal, Jorel, después de perder a sus padres por los invasores alienígenas, decide huir al sur de México para unirse a las fuerzas rebeldes y luchar contra los invasores alienígenas. Gracias a su fuerte resistencia psiónica, su cerebro rechazó el implante y trae nuevas esperanzas a la desesperada raza humana que busca un líder.
Más tarde, se revela la verdadera naturaleza de los Zorn y de los Arelians. Los arelianos, aburridos de la mente colectiva de la raza alienígena, esclavizaron a los humanos para entretenerse. A los Zorn, a cambio de ayudar a los arelianos, se les permitiría comer a cualquier humano mayor de 30 años.

## Recepción
Rebelstar: Tactical Command fue bien recibido, con un puntaje promedio de 77.83% en GameRankings . Recibió críticas positivas de GameSpot (7,8/10), GameSpy (4/5) e IGN (7,7/10). El juego sería muy elogiado por adaptar la mecánica de combate de la serie de estrategia para PC altamente detallada y aclamada, pero también recibiría críticas por su presentación deficiente, una historia mediocre y la falta de compatibilidad con el modo de enlace. Según una revisión retro de GameFan, "todo en Rebelstar es perfecto, desde su trama hasta la curva de dificultad del juego".

## Secuela cancelada
Se suponía que el juego sería seguido por la secuela cancelada Rebelstar 2: The Meklon Conspiracy .